# Always on the Run (Isaak)
Always on the Run è un singolo del cantante tedesco Isaak, pubblicato il 19 gennaio 2024.

## Descrizione
Isaak descrive la canzone come una panoramica nella sua mente "conflittuale", attraverso un "suono potente" abbinato a "momenti calmi". Inoltre, il testo affronta, tra le altre cose, il tema degli opposti, come luce e tenebre, gioia e tristezza, o insicurezza e fiducia in se stessi.

## Promozione
Il 16 febbraio 2024, Isaak si è esibito a Das deutsche Finale 2024, la selezione nazionale tedesca per l'Eurovision Song Contest 2024, insieme ad altri otto concorrenti. Prima della sua esibizione, il cantante non risultava essere tra i favoriti nella competizione. Il brano ha in seguito vinto il concorso, ottenendo il massimo di 12 punti sia dal televoto che dalla giuria internazionale, per un totale di 24 punti.

## Tracce
Testi di Kevin Lehr, Leo Jupiter, Greg Taro e Isaak Guderian, musiche di Kevin Lehr, Leo Jupiter e Lex Barkey.
1. Always on the Run – 3:29

## Classifiche
| Classifica (2024) | Posizione massima |
| ----------------- | ----------------- |
| Austria           | 69                |
| Germania          | 22                |
| Grecia            | 47                |
| Lituania          | 21                |
| Svizzera          | 58                |